# 奥利弗·科瓦切维奇
奥利弗·科瓦切维奇（羅馬化：Oliver Kovačević，1974年10月29日—），塞尔维亚男子足球运动员，场上位置是守门员。他曾代表塞尔维亚和黑山参加2006年国际足联世界杯，结果队伍止步小组赛阶段。